# Браћа Стаменковић
Браћа Стаменковић (Трајко, Божидар, Петар и Драги) били су синови Тодора (1877—1945) и Даринке Стаменковић (1884—1967), рођене Малешевић. Сва четворица су били учесници Народноослободилачке борбе. Тројица (Трајко, Божидар и Петар) су погинули, а двојица (Трајко и Драги) проглашени су за народне хероје Југославије.
- Трајко Стаменковић (1909—1942) студент права. Рођен је 11. маја 1909. у Лесковцу. Члан КПЈ је од 1928. године. Ухапшен је 1929. и осуђен на четворогодишњу робију. Након изласка из затвора наставио је са партијским радом. Године 1934. изабран је за секретара Покрајинског комитета КПЈ за Србију, а 1935. поново је ухапшен и осуђен на шестогодишњу робију. Августа 1941. учествовао је у бегу из сремскoмитровачког затвора и отишао у партизане. Радио је на организовању рада и живота на ослобођеној територији. Априла 1942. заробили су га четници и предали Гестапоу. Био је заточен у логору Бањица, а стрељан је 11. августа 1942. у Јајинцима. За народног хероја проглашен је 14. децембра 1949. године.
- Петар Стаменковић (1917—1942) радник. Био борац Кукавичког партизанског одреда, погинуо је 18. марта 1942. у близини Радткоцера, код Медвеђе, у борби против четника.[1]
- Драги Стаменковић (1920—2004) трговац. Рођен је 29. фебруара 1920. у Лесковцу. Члан КПЈ је од 1937. године. Био је један од организатора Народноослободилачке борбе у јужној Србији. После ослобођења друштвено-политички радник СФРЈ и СР Србије, а у периоду од 1964. до 1967. обављао је функцију председника Извршног већа Скупштине СР Србије. Умро 17. фебруара 2004. у Београду. Носилац Партизанске споменице 1941. и Ордена народног ослобођења, Орденом народног хероја одликован је 6. јула 1953. године.
- Божидар Стаменковић (1922—1941) радник. Рођен је децембра 1921. у Лесковцу. Од 1939. радио је у синдикатима и у СКОЈ. Био је посебно активан у раду међу омладином на Карабурми. После окупације постао је члан Месног комитета СКОЈ за Београд и учествовао у формирању и акцијама многобројних омладинских ударних група. Крајем септембра 1941. у обрачуну са агентима Специјалне полиције био је рањен и ухапшен. После мучења у „Главњачи“ спроведен је у логор Бањица и стрељан 17. децембра, заједно са сестром Десанком.[2]

Браћа Стамнковић су имали и четири сестре (Десанку, Лепосаву, Василију и Оливеру), које су такође учествовале у Народноослободилачкој борби и од којих су три (Десанка, Лепосава и Василија) погинуле:
- Десанка Деса Стаменковић Јовић (1903—1941) домаћица. Рођена је 1903. у Лесковцу. Године 1920. удала се за трговца Светислава Јовића, са којим се 1931. преселила у Београд. Никада се није бавила политиком, а ухапшена је октобра 1941. док је посећивала брата Божидара у притвореничкој болници, где се лечио. Стрељана је 17. децембра заједно са братом Божидаром. У току рата страдала је и њена ћерка Радмила Јовић Малецка (1925—1942), матуранткиња која је била чланица СКОЈ и учествовала у диверзантским акцијама у Београду. Била је ухапшена почетком јануара 1942. на Карабурми и одведена у логор Бањица. Стрељана је 5. марта 1942. године.[3]
- Лепосава Лепа Стаменковић Радоњић (1915—1943) текстилна радница. Рођена је 1915. у Лесковцу. Била је чланица КПЈ и активиста радничког покрета. Радила је на организовању текстилних радника на Карабурми и од 1939. била члан Месног комитета КПЈ за Београд. Ухашена је септембра 1942. у Нишу, након чега је пребачена у логор Бањица, где је стрељана 1. октобра 1943. у Јајинцима.[4]
- Василија Цица Стаменковић (1924—1941) кројачка радница. Рођена је 1924. у Лесковцу. Веома рано прикључила се синдикату, а 1941. постала је члан СКОЈ.  а од 1941. и КПЈ. После окупације учествовала у диверзантским акцијама у Београду. После једне акције, ухапшена је јула 1941. и спроведена у логор Бањица. Стрељана је 19. септембра у првој групи жена.[5]
- Оливера Стаменковић (1926—2009) фотограф. Рођена је 26. децембра 1926. у Бојнику. Године 1940. укључила се у синдикат и убрзо потом постала члан СКОЈ. Године 1941. са мајком и братом Петром напустила је Београд и отишла у јужну Србију, где је од 1944. била члан Среског комитета СКОЈ. Након рата је изучила фотографски занат и радила у Народном позоришту у Београду. Удала се за Божу Спачека (1921—1996), партизанског провоборца и политичког комесара Тринаесте пролетерске бригаде. Од 1962. живели су у Њујорку.[5]

У знак сећања на Браћу Стаменковић њихово име носи Школа за основно образовање одраслих „Браћа Стаменковић“ у Београду, на општини Палилула. На истој општини њихово име носио је Народни универзитет „Браћа Стаменковић“, а данас Центар за културу „Влада Дивљан”.